# Ailill
Ailill (Ailill Anglonnach) – postać z mitologii celtyckiej, brat Eochaida, był zakochany w Etain, małżonce swego brata.
Ailill cierpiał z powodu nieodwzajemnionej namiętności do nowej królowej. Etain była stała w uczuciach do Eochaida, jednakże żal jej było cierpiącego Aililla i w końcu zgodziła się go zaspokoić, co było jedynym sposobem na uratowanie jego życia. Ustalili, że spotkają się potajemnie na wzgórzu niedaleko Tary. Ailill zapadł w zaczarowany sen, a na umówionym spotkaniu pojawił się jako sobowtór Aililla jej dawny mąż Midir.